# كابا إيبيسين

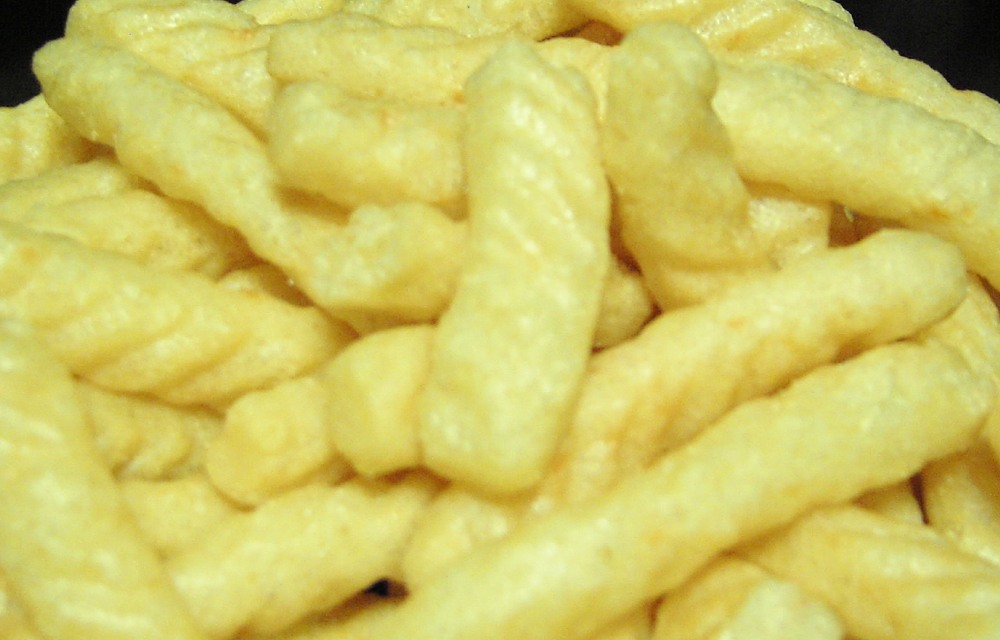
كابا إيبيسين (بطاطس يابانية)

كابا إيبيسين او (باللغة اليابانية かっぱえびせん) (باللغة الأنجليزية Kappa Ebisen) هي نوع من انواع رقائق البطاطس اليابانية من انتاج شركة كالبي للوجبات الخفيفة والحلويات في محافظة هيروشيما وتحديدا في مدينة هاتسوكايشي. النسخة التي تنتجها كالبي امريكا او (باللغة الأنجليزية Calbee America) تدعى رقائق البطاطس بطعم الروبيان
المكونات الأساسية لرقائق البطاطس كابا إيبيسين هي دقيق القمح, الزيت النباتي, النشا, الجمبري, السكر, الملح, ذرور الخبز, الأحماض الأمينية والتحلية.

## التاريخ
تم إنتاج رقائق البطاطس كابا إيبيسين وبيعها لأول مرة بواسطة شركة كالبي تحديدا في عام 1964 واكتسب شعبية واسعة بين المستهلكين اليابانيين كوجبة رقائق بطاطس خفيفة.  إن بساطتها تجعلها وجبة خفيفة شهيرة في العديد من الأماكن ، وغالبًا ما تكون خيارًا شائعًا للكاراوكي أو كوجبة خفيفة في البار.
بدأت شركة كالبي في تصدير رقائق البطاطس كابا إيبيسين إلى هاواي وجنوب شرق آسيا في عام 1966. تباع الآن دوليًا ، مع نكهات مختلفة مثل الكاري أو التوابل.
يتم إنتاج منتج كوري جنوبي مشابه يسمى سايوو ككانغ (بالأنجليزية Saewoo Kkang) (بالكورية 새우깡) بواسطة نونغشيم منذ عام 1971.